# St. Margaretha (Untersöchering)

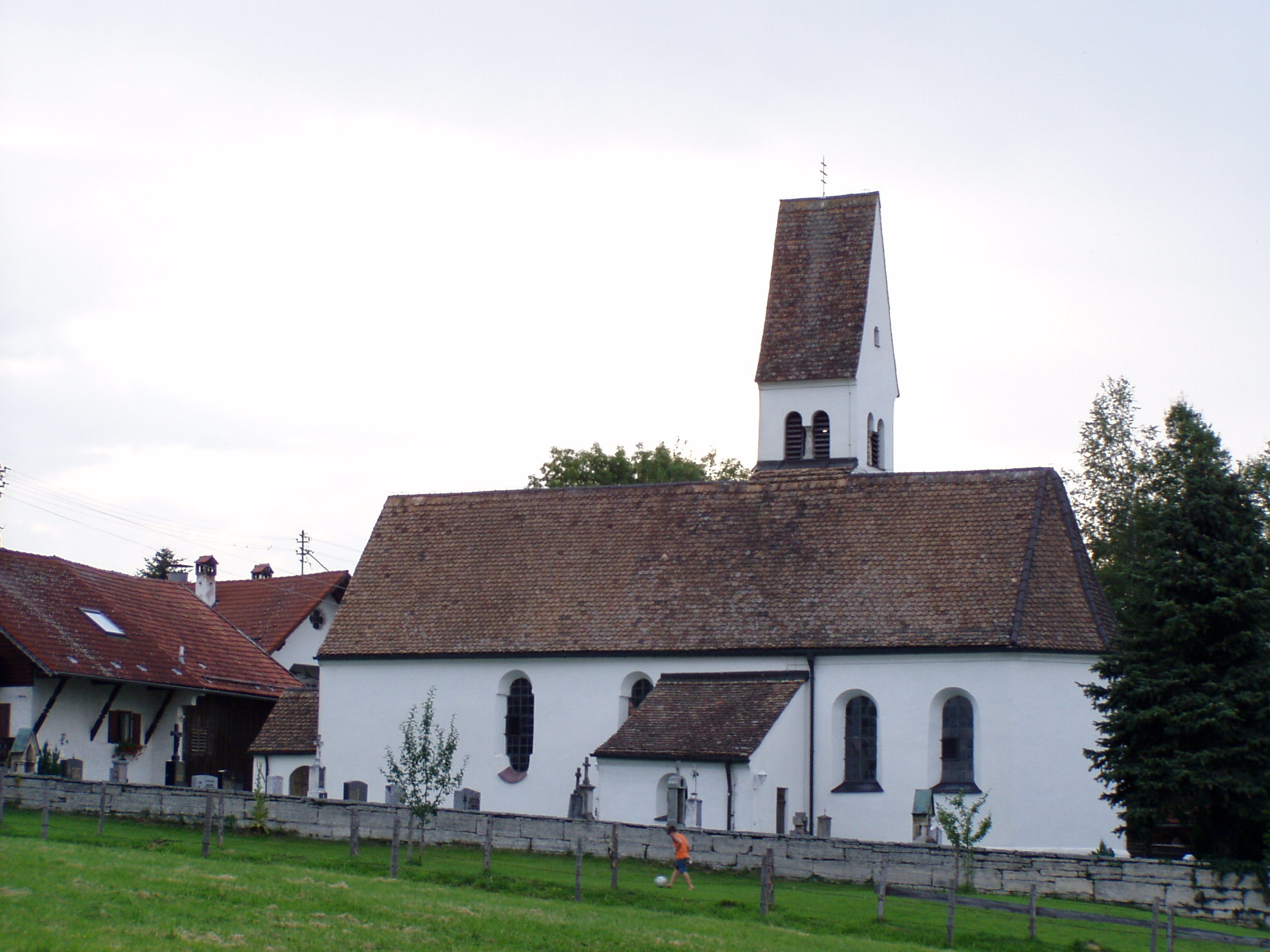
St. Margaretha in Untersöchering

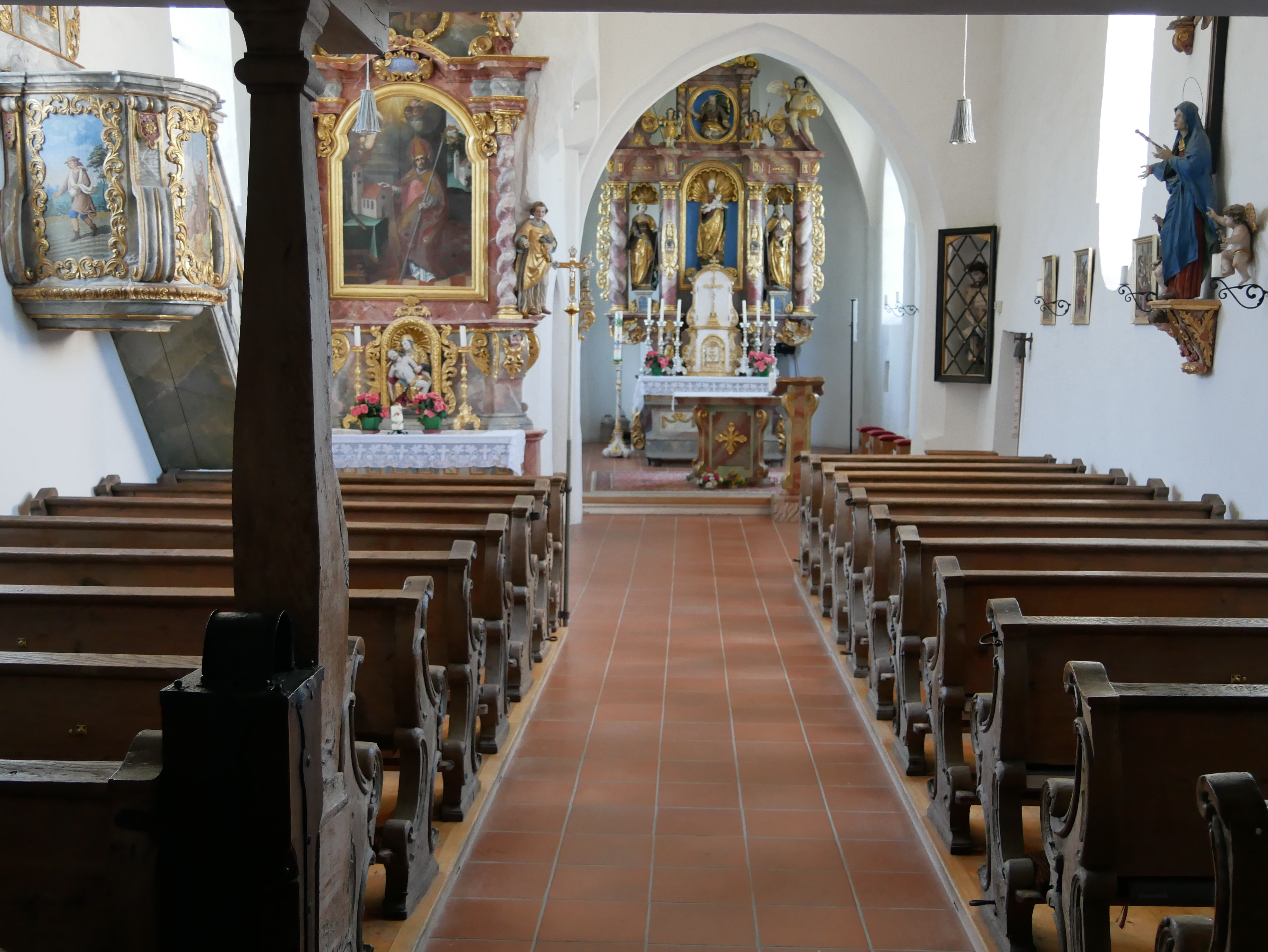
Innenraum

Die römisch-katholische Filialkirche St. Margaretha steht in Untersöchering, einem Gemeindeteil von Obersöchering im oberbayerischen Landkreis Weilheim-Schongau. Sie ist in der Liste der Baudenkmäler in Obersöchering unter der Nummer D-1-90-136-12 eingetragen. Die Kirche gehört zum Dekanat Benediktbeuern im Bistum Augsburg.

## Beschreibung
Die im Kern romanische Saalkirche wurde 1728 barock umgestaltet. Sie besteht aus dem Langhaus, dem dreiseitig geschlossenen, gotischen Chor im Osten, einer Sakristei an der Südwand des Chors und dem Kirchturm, der an der Nordseite des Chors eingestellt ist. In seinem obersten Geschoss steht hinter den als Biforien gestalteten Klangarkaden der Glockenstuhl. Ein Vorbau an der Westseite des Langhauses führt zum Portal. 
Die den Hochaltar flankierenden Skulpturen der Margareta von Antiochia und des Ulrich von Augsburg werden Jörg Lederer zugeschrieben. 

## Orgel

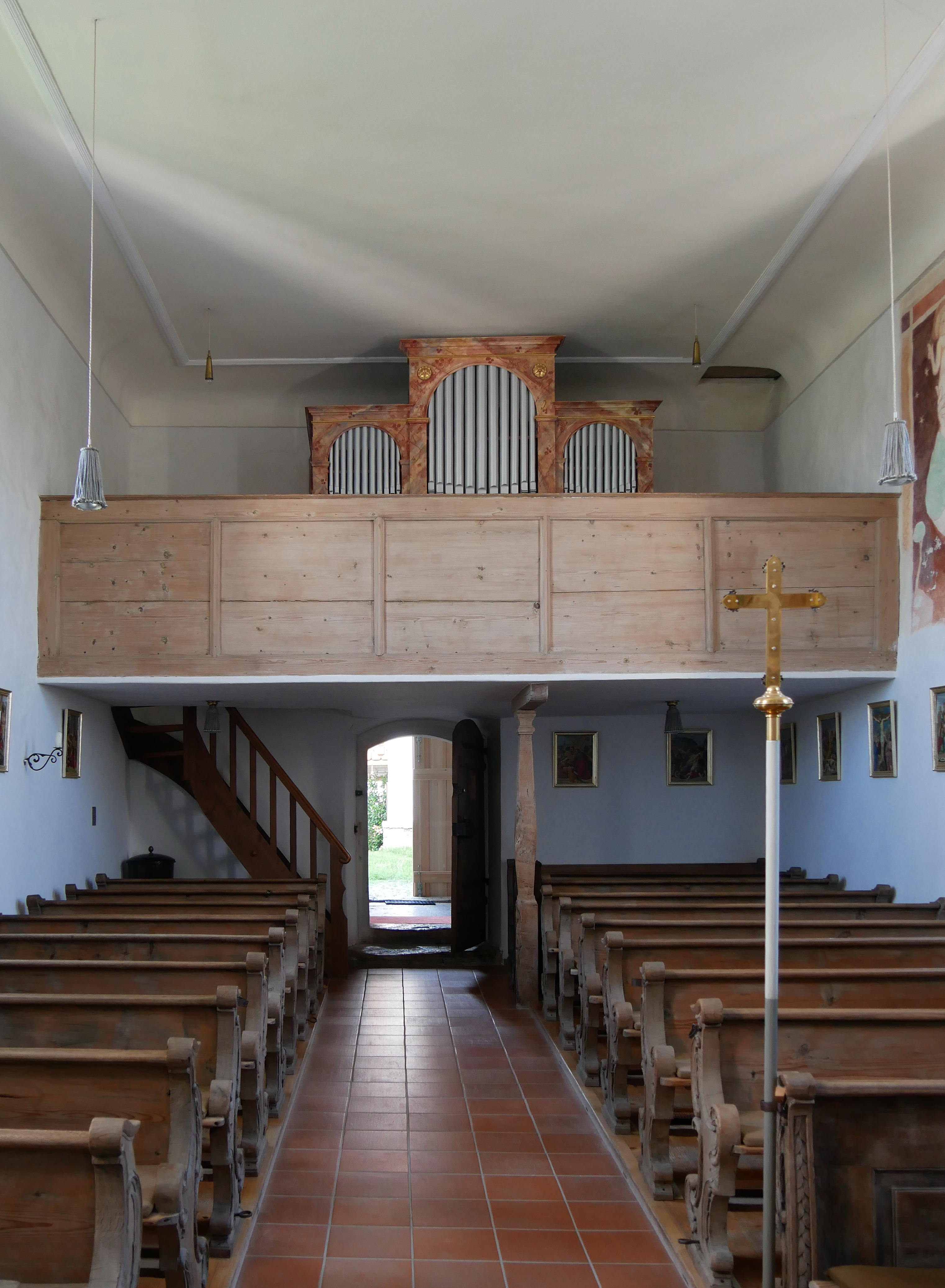
Orgel

Die Orgel mit fünf Registern auf einem Manual und Pedal wurde 1896 von Franz Borgias Maerz erbaut. Die Disposition des rein mechanischen Kegelladen-Instruments mit seitlich angebautem Spieltisch lautet:
| Manual     |    |
| Principal  | 8′ |
| Gedackt    | 8′ |
| Salicional | 8′ |
| Fugara     | 4′ |

| Pedal  |     |
| Subbaß | 16′ |

- Koppeln: M/P